# 恋足

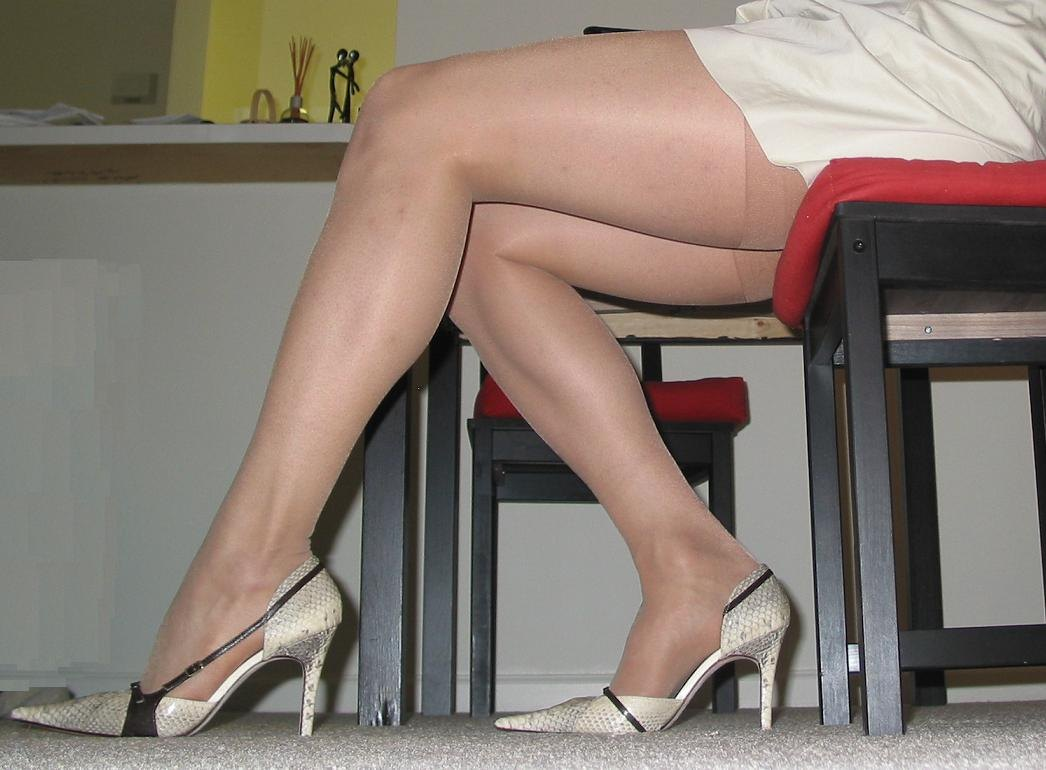
女性穿著絲襪的腿部

恋足（英語：Foot fetishism）指人类对同類的足（脚）有特殊的性欲。狭义恋足仅指光脚，廣義的恋足包括恋鞋、恋袜等行为。

## 概論
戀足癖是一種對足部有性的癖好，這是對特定部位性癖最常見的形式。吸引的部位可以是足部的大小與形狀、脚底、腳趾頭、珠寶（例如腳環）、待遇（像是傳和腳有關的訊息、洗別人的腳）、穿著的方式（例如赤足、人字拖、芭蕾鞋、高跟鞋、凉鞋、丝袜）或感官互動（例如聞腳、搔腳、舔腳等）。
其延伸包含對鞋子、襪子、氣味。西格蒙·佛洛伊德認為纏足也是一種戀足傾向的展現，雖然這個說法飽受爭議。
對足部氣味的依戀似乎是戀足癖中较常见的一种，在一项1994年的研究中，45%的戀足癖会对有气味的足部或襪子感到兴奋。
在極端的案例中，恋足癖若有以下症状则會被視為是恋物障碍：
- 超过六個月频繁出现有關足部或非生命物体使用的性幻想、冲动或表现
- 這些幻想會造成個人社交、職業等生活上的困擾
- 戀物癖對象不限於女性服裝或生殖器刺激器

## 發生頻率
博洛尼亚大學曾在2006年檢測381個戀足癖的線上對話群組，有5000人以上加入者，研究者檢測戀足的興盛是以下列要素來衡量：
- 專門針對戀物癖討論的群組數量
- 多少人參與此類群組
- 訊息傳遞的數量

得出的結論是，最常見的戀物涉及身體的部位或部位相關的物品（分別是33%和30%），在戀身體部位的人之中，最多人迷戀腳或腳趾頭（有47%的人有此类傾向）。在戀身體部位相關的物品的人之中，最多人迷戀的是鞋靴类等足部穿着（32%）。
結論是戀足癖是最常見的戀身體癖好。

## 緣起
就如同對其他性癖好，戀足癖也沒有一個共同同意的源起說法。從一個宏觀的角度來看，沒有一個單一的因素可以說是戀足的起始。在大脑的躯体感觉皮层中，脚和生殖器位于相邻的区域，因此它们之间可能会出现神经串路的现象。
腦神經科學家维莱亚努尔·拉马钱德兰提出脚和生殖器在这些区域之间存在的意外关联可能可以解釋戀足的起因。
佛洛伊德對戀足的意義，則是從小時候的印記着手，弗洛伊德认为腳標誌著陰莖的符號，有涉閹割情節。

## 健康和疾病
對於性傳染疾病的反應，戀足癖會增加，俄亥俄州立大学的一項研究顯示，在12世紀淋病大流行和歐洲16、19世紀梅毒流行期間，戀足癖的人數有所增加。在艾滋病流行期間，戀足則作為較為安全的性行為選擇。

## 社會和文化
有些古早的希臘作品出现了恋足情节，如非拉斯特拉圖斯的色情詩。在西元八世紀時的印度教传说中，濕婆神在看到缽伐底的腳後，便被喚醒了。
演員伊德李斯·厄爾巴在訪談中承認自己有戀足癖。他在2016年時的訪談中说：“我有戀足癖，女人的腳”。其他曾向採訪者自称有戀足癖的當代名人包括布魯克·伯克、恩里克·伊格萊西亞斯、湯米·李、盧達克里斯、瑞奇·馬丁、和托德·菲利普斯等。

## 外部連結
- 香港網絡大典：腳膠，香港網絡討論區對戀足者的稱呼
- 《脚.鞋.性》 老雅 编译 （页面存档备份，存于）
- 恋足癖的成因，存档于Archive.today（存檔日期 2014-06-09）